# Guerra di Pontiac
La guerra di Pontiac, cospirazione di Pontiac o ribellione di Pontiac fu una guerra scatenata nel 1763 da un'ampia confederazione di tribù native originarie soprattutto della regione dei Grandi Laghi, dell'Illinois e dell'Ohio insoddisfatti delle politiche britanniche attuate dopo la vittoria inglese nella guerra franco-indiana (1754–1763). Guerrieri di molte tribù si unirono alla rivolta nel tentativo di cacciare militari e coloni britannici dalla regione. La guerra prende il nome dal capo Odawa Pontiac, il più famoso dei nativi che vi combatterono.
La guerra scoppiò nel maggio del 1763 quando i nativi americani, offesi dalle politiche del generale britannico Jeffrey Amherst, attaccarono molte fortezze e insediamenti. Otto fortezze furono distrutte, e centinaia di coloni uccisi o catturati, mentre molti altri furono messi in fuga. Le ostilità terminarono dopo che le spedizioni del British Army del 1764 portarono a negoziati di pace. I nativi americani non riuscirono a cacciare gli inglesi, ma la rivolta obbligò il governo britannico a modificare le politiche che avevano causato il conflitto.
La guerra combattuta sulla frontiera nordamericana fu brutale e portò all'uccisione dei prigionieri, dei civili e a varie altre atrocità. Usando la guerra batteriologica gli ufficiali britannici di Fort Pitt infettarono gli assedianti nativi americani con il vaiolo utilizzando coperte esposte al virus, contribuendo così alla pandemia che uccise buona parte della popolazione. La spietatezza e la slealtà del conflitto furono la conseguenza della crescente divisione tra britannici e nativi. Contrariamente a quanto si crede, il governo britannico non emanò il proclama reale del 1763 in reazione alla guerra di Pontiac, anche se il conflitto avrebbe fornito il motivo per la proclamazione delle regole indiane. Questa cosa fu criticata dai coloni britannici, e potrebbe essere stata uno dei fattori che contribuirono allo scoppio della guerra d'indipendenza americana.

## Nome del conflitto
Il conflitto prende il nome dal suo più famoso partecipante, il capo Odawa Pontiac. Tra le varianti del nome vi sono "guerra di Pontiac", "ribellione di Pontiac" e "insurrezione di Pontiac". Il primo nome dato alla guerra fu "guerra di Kiyasuta e Pontiac", dato che "Kiyasuta" era un nome alternativo per Guyasuta, un famoso capo Seneca/Mingo. La guerra divenne famosa col nome di "cospirazione di Pontiac" dopo la pubblicazione nel 1851 dell'opera di Francis Parkman intitolata The Conspiracy of Pontiac. Il libro di Parkman, principale fonte riguardante la guerra per circa un secolo, viene ancora stampato.
Nel XX secolo alcuni storici hanno ipotizzato che Parkman abbia esagerato l'ampiezza dell'influenza di Pontiac nel conflitto, e che quindi sia sbagliato dare il suo nome al conflitto. Ad esempio nel 1988 Francis Jennings scrisse: "Nella mente di Francis Parkman la cospirazione fu decisa da un genio selvaggio, il capo Odawa Pontiac, e per questo la definì 'La Cospirazione di Pontiac,' ma Pontiac era solo un capo locale Odawa nella 'resistenza' che coinvolse molte tribù". Sono stati proposti nomi alternativi, ma gli storici continuano a definirla la "guerra di Pontiac". Anche "cospirazione di Pontiac" viene a volte utilizzata.

## Origini
(Nimwha, diplomatico Shawnee a George Croghan, 1768)
Nel decennio che precedette la ribellione di Pontiac, Francia e Gran Bretagna parteciparono a una serie di guerre in Europa e alle guerre Franco-Indiane in Nordamerica. La più estesa di queste guerre fu la guerra dei sette anni, nella quale la Francia perse la Nuova Francia a favore della Gran Bretagna. La pace con Shawnee e Lenape era stata stipulata nel 1758 con il trattato di Easton, nel quale i britannici promettevano di non fondare insediamenti oltre la catena montuosa degli Allegani, un confine poi confermato dal proclama reale del 1763, anche se poco rispettato. Molti degli scontri combattuti in Nordamerica terminarono dopo che il generale britannico Jeffrey Amherst conquistò l'ultimo importante insediamento francese, Montréal, nel 1760.
I soldati britannici occuparono le varie fortezze dell'Ohio e della regione dei Grandi Laghi. Anche prima del termine ufficiale della guerra con il trattato di Parigi (1763), la corona inglese cominciò a fare cambiamenti per amministrare il vasto territorio americano. Mentre i francesi avevano a lungo coltivato relazioni amichevoli con certe culture native, l'approccio britannico fu quello di trattarli come popolo conquistato. In breve tempo i nativi che erano stati alleati dei francesi si trovarono insoddisfatti dell'occupazione inglese e delle nuove regole imposte loro.

### Tribù coinvolte
I nativi americani coinvolti nella ribellione di Pontiac vivevano nella regione della Nuova Francia nota come pays d'en haut ("paese superiore"), rivendicato dalla Francia dopo il trattato di Parigi del 1763. I nativi americani che lo abitavano appartenevano a diverse tribù. In questo periodo una "tribù" era un gruppo etnico o linguistico piuttosto che un'unità politica. Nessun capo parlava per l'intera tribù, e nessuna tribù agiva all'unisono. Ad esempio, gli Odawa non combatterono la guerra come tribù: alcuni capi Odawa scelsero di farlo, mentre altri rimasero neutrali. Le tribù di pays d'en haut appartenevano principalmente a tre gruppi.
Il primo gruppo erano le tribù della regione dei Grandi Laghi: Odawa, Ojibway, Potawatomi e Uroni. Erano stati a lungo alleati dei coloni francesi, con i quali vivevano, commerciavano e si sposavano. I nativi si preoccuparono del fatto di essere passati sotto agli inglesi. Quando una guarnigione britannica prese possesso di Fort Detroit dai francesi nel 1760, i nativi li avvisarono che "questo stato è stato dato da Dio agli indiani".

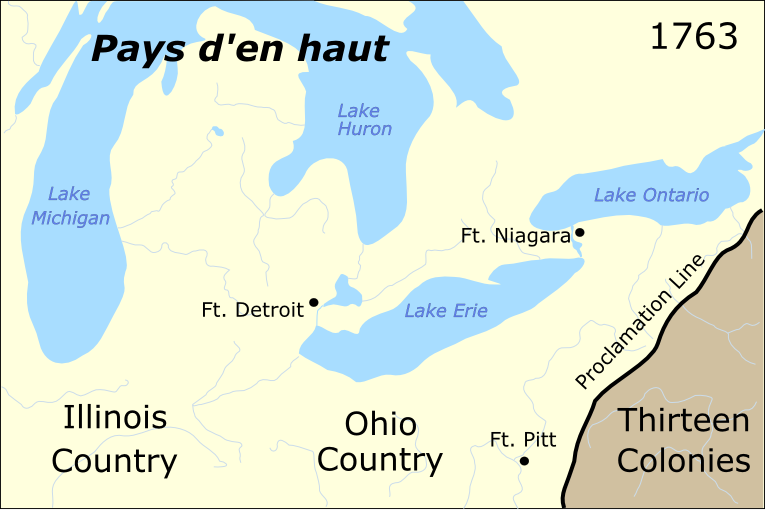
Area di interesse della ribellione di Pontiac

Il secondo gruppo era quello delle tribù dell'Illinois orientale, tra cui Miami, Wea, Kickapoo, Mascouten e Piankashaw. Come le tribù dei Grandi Laghi, anche loro erano amici dei francesi. Durante la guerra i britannici non ebbero contatti con l'Illinois, posto troppo a ovest.
Il terzo gruppo di tribù era quello dell'Ohio: Delaware (Lenape), Shawnee, Wyandot e Mingo. Erano migrati in Ohio all'inizio del secolo per fuggire da inglesi, francesi e irochesi. A differenza delle tribù dei Grandi Laghi e dell'Illinois, quelle dell'Ohio non erano particolarmente attaccate ai francesi, e avevano combattuto con i francesi solo nel tentativo di cacciare gli inglesi. Si accordarono con gli inglesi dietro la promessa che questi si sarebbero ritirati dall'Ohio. Dopo la partenza dei francesi, però, i britannici rafforzarono le loro fortezze invece di abbandonarle, per cui i nativi entrarono in guerra nel 1763 nel tentativo di cacciarli.
Fuori da pays d'en haut l'influente confederazione irochese quasi non partecipò alla guerra di Pontiac a causa dell'alleanza con i britannici, nota come Covenant Chain. Gli Irochesi più occidentali, i Seneca, non amavano questa alleanza. Nel 1761 cominciarono a mandare messaggi di guerra alle tribù di Grandi Laghi e Ohio chiedendo loro di unirsi per cacciare gli europei. Quando alla fine la guerra scoppiò nel 1763, molti Seneca entrarono velocemente in azione.

### Politiche di Amherst

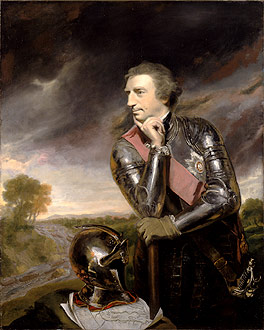
Le politiche del generale Jeffrey Amherst, eroe britannico della guerra dei sette anni, contribuirono a provocare un'altra guerra. Dipinto a olio di Joshua Reynolds, 1765

Il generale Amherst, comandante in capo britannico del Nordamerica, aveva la responsabilità della gestione dei nativi americani, sia in campo militare sia riguardo al commercio delle pelli. Amherst credeva che, con la Francia estromessa dai giochi, i nativi non avrebbero avuto altra scelta che accettare il dominio britannico. Era anche convinto che fossero incapaci di offrire una seria resistenza all'esercito inglese. Per questo degli 8 000 soldati a sua disposizione solo 500 furono stanziati nella regione in cui scoppiò la guerra. Amherst e alcuni suoi ufficiale come il maggiore Henry Gladwin, comandante di Fort Detroit, fecero poco per nascondere il disprezzo che provavano per i nativi. Gli indiani coinvolti nella rivolta si lamentavano spesso del fatto di venir trattati come schiavi o come cani.
Ulteriori critiche giunsero con la scelta fatta da Amherst nel febbraio 1761 di cancellare ogni dono fatto ai nativi. Questi doni erano stati una parte importante delle relazioni tra francesi e nativi dei pays d'en haut. Rispettando una tradizione dei nativi simbolicamente importante, i francesi donavano oggetti (armi, coltelli, tabacco e vestiti) ai capi tribù, i quali distribuivano questi doni alla gente. In questo modo i capi tribù mantenevano il rispetto del loro popolo, e con questo l'alleanza con gli europei. Amherst ritenne la cosa una forma di corruzione non più necessaria, soprattutto per il fatto che fu obbligato a tagliare le spese dopo la guerra combattuta con la Francia. Molti nativi considerarono questo taglio un insulto, e una dimostrazione del fatto che i britannici li consideravano un popolo conquistato e non alleato.
Amherst cominciò anche a diminuire la quantità di munizioni e polvere da sparo che i commercianti potevano vendere ai nativi. Mentre i francesi avevano sempre reso disponibile questa risorsa, Amherst non si fidava dei nativi, soprattutto dopo la "ribellione Cherokee" del 1761, nella quale guerrieri Cherokee presero le armi contro gli ex alleati britannici. La guerra Cherokee finì quando questi terminarono la polvere da sparo, per cui Amherst sperava di evitare altre rivolte limitandone la vendita. Questo provocò risentimenti e disagi dato che polvere da sparo e munizioni servivano ai nativi per procurare cibo alle famiglie e pelli per il commercio. Molti nativi americani cominciarono a credere che i britannici stessero cercando di disarmarli per potergli fare guerra. Sir William Johnson, soprintendente del dipartimento indiano, cercò di avvisare Amherst dei danni provocati dal taglio di doni e polvere da sparo, inutilmente.

### Terra e religione
Anche la terra fu un problema per lo scoppio della guerra. Mentre i coloni francesi, molti dei quali erano agricoltori che stagionalmente partecipavano al commercio delle pelli, erano sempre stati relativamente pochi, gli inglesi cercarono di disboscare completamente la zona e di occuparla totalmente. Shawnee e Delaware dell'Ohio furono cacciati verso est dai coloni inglesi, e questo portò al loro coinvolgimento nella guerra. D'altra parte, i nativi dei Grandi Laghi e dell'Illinois non erano toccati profondamente dalla colonizzazione dei bianchi, anche se erano consapevoli delle disavventure delle tribù orientali. Lo storico Gregory Dowd ipotizza che molti nativi coinvolti nella ribellione di Pontiac non fossero direttamente minacciati dalla colonizzazione europea, e che gli altri storici abbiano enfatizzato il problema coloniale britannico come causa dello scoppio della guerra. Dowd crede che la presenza, il comportamento e le politiche dell'esercito britannico, che i nativi consideravano una minaccia e un insulto, furono fattori più decisivi.
Un'altra causa dello scoppio della guerra fu il ritorno alla religione che pervase gli insediamenti nativi negli anni 1760. Il movimento fu supportato dallo scontento verso i britannici, dalla carenza di cibo e dalle malattie epidemiche. Il personaggio più influente di questo fenomeno fu Neolin, noto come il "profeta dei Delaware", che invitò i nativi americani a fare a meno di oggetti, alcool e armi dei bianchi. Assimilando elementi del cristianesimo all'interno della religione tradizionale, Neolin affermò che il Signore della Vita era scontento del fatto che i nativi avessero preso le cattive abitudini dei bianchi, e del fatto che i britannici minacciassero la loro stessa esistenza. "Se accettate gli inglesi tra voi", disse Neolin, "siete morti. Malattie, vaiolo e il loro veleno [alcool] vi distruggeranno completamente". Fu un messaggio forte per coloro il cui mondo era stato cambiato da forze oltre il loro controllo.

## Scoppio della guerra (1763)

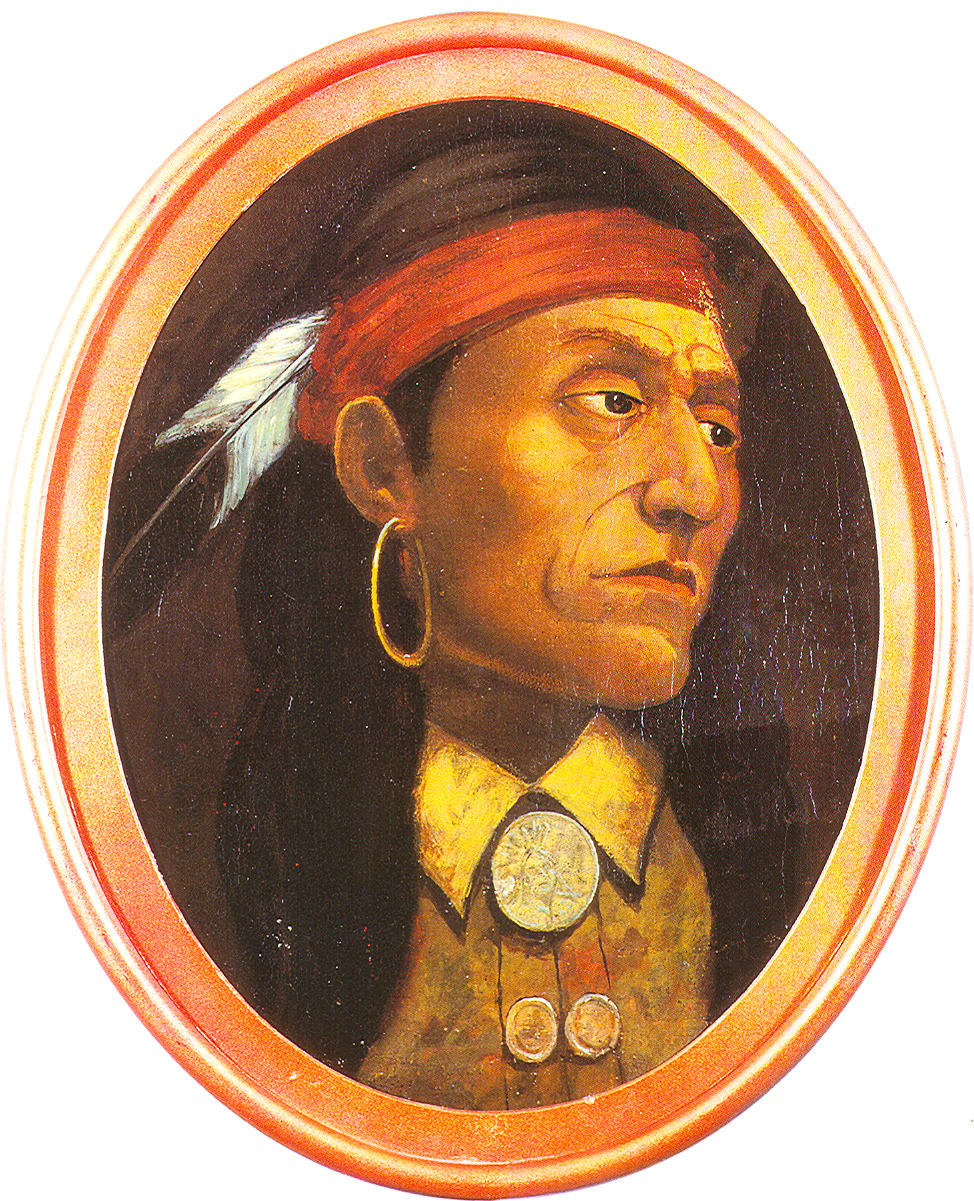
Pontiac è stato spesso ritratto dagli artisti, come in questo dipinto del XIX secolo di John Mix Stanley, ma non esistono suoi ritratti contemporanei.

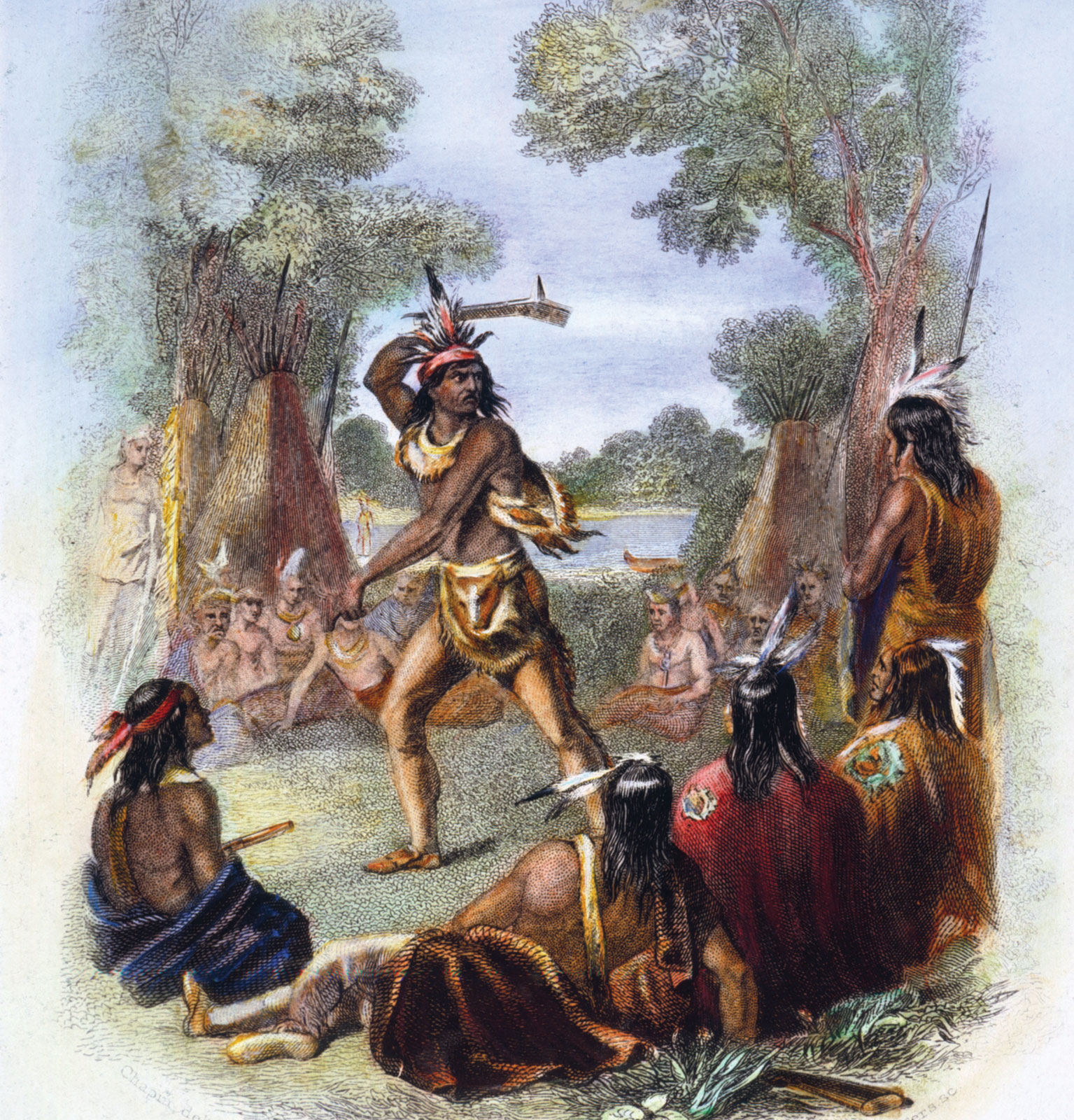
Pontiac solleva l'ascia di guerra

### Preparazione della battaglia
Nonostante la ribellione di Pontiac sia cominciata nel 1763, i britannici seppero già nel 1761 che i delusi nativi stavano progettando un attacco. I Seneca dell'Ohio (Mingo) fecero circolare messaggi ("cintura di guerra" creata dagli wampum) che invitavano le tribù a formare una confederazione e cacciare i britannici. I Mingo, guidati da Guyasuta e Tahaiadoris, erano spaventati dal fatto di essere circondati da fortezze britanniche. Altre cinture di guerra partirono da Detroit e Illinois. I nativi non erano però uniti, e nel giugno 1761, le tribù di Detroit informarono il comandante britannico del complotto dei Seneca. Dopo che William Johnson ebbe tenuto un consiglio con le tribù a Detroit nel settembre 1761, fu stipulata una flebile pace, anche se i messaggi di guerra continuarono a circolare. Infine la violenza scoppiò dopo che nel 1763 i nativi seppero dell'imminente cessione dei pays d'en haut dai francesi ai britannici.
La guerra cominciò a Fort Detroit guidata da Pontiac, e si allargò velocemente a tutta la regione. Otto fortezze britanniche furono conquistate. Altre, tra cui Fort Detroit e Fort Pitt, furono assediate senza successo. Il The Conspiracy of Pontiac di Francis Parkman descrive questi attacchi come operazione pianificata e coordinata da Pontiac. L'interpretazione di Parkman è tuttora molto conosciuta, anche se altri storici sostengono che non ci siano prove certe che gli attacchi furono il frutto di una cospirazione organizzata. L'opinione prevalente oggi tra gli studiosi, piuttosto che di una pianificazione preventiva, sarebbe quella di una rivolta generata dalle voci circolanti riguardo all'azione di Pontiac a Detroit. Gli assalti alle fortezze britanniche non furono simultanei: molti nativi dell'Ohio entrarono in guerra solo un mese dopo l'assedio di Pontiac a Detroit.
Parkman è anche convinto del fatto che la guerra di Pontiac sia stata segretamente istigata dai coloni francesi che speravano di creare problemi agli avversari britannici. Questa idea trovava terreno fertile tra gli ufficiali inglesi dell'epoca, ma in seguito gli storici non hanno trovato prove di questo coinvolgimento francese. Piuttosto che l'istigazione dei francesi ai nativi, alcuni storici credono che siano stati i nativi a cercare di aizzare i francesi. Pontiac e altri capi tribù parlavano spesso di un imminente ritorno dei francesi e del rinnovo dell'alleanza franco-nativa. Pontiac issò una bandiera francese nel proprio villaggio, nel tentativo di invitare i francesi a sostenere la battaglia. Nonostante alcuni coloni francesi abbiano sostenuto la rivolta, la guerra fu lanciata e condotta dai nativi che difendevano i propri diritti, non quelli francesi.
Middleton (2007) sostiene che la sagacia, il coraggio, la costanza e le capacità organizzative di Pontiac gli permisero di sollevare un'ampia coalizione di nazioni indiane. Anche se l'idea di liberare i nativi stanziati a ovest dei monti Allegani non fosse stata una sua idea ma di due capi Seneca, nel febbraio 1763 Pontiac sembra abbracciare la causa. A una riunione d'urgenza, Pontiac affermò il proprio sostegno al progetto Seneca e cercò di convincere le altre tribù.

### Assedio di Fort Detroit
Il 27 aprile 1763 Pontiac parlò a un consiglio sulle rive del fiume Ecorse, in quello che oggi è il Lincoln Park (Michigan), circa 15 km a sudovest di Detroit. Usando gli insegnamenti di Neolin per ispirare gli intervenuti, Pontiac convinse molti Odawa, Ojibway, Potawatomi e Uroni a unirsi a lui nel tentativo di assediare Fort Detroit. Il 1º maggio Pontiac visitò la fortezza con 50 Odawa nel tentativo di conoscere la forza della guarnigione al suo interno. Secondo uno storico francese, in un secondo consiglio Pontiac disse:
()
Sperando di prendere la fortezza di sorpresa, il 7 maggio Pontiac entrò a Fort Detroit con circa 300 uomini armati. I britannici conoscevano le intenzioni di Pontiac ed erano pronti e armati. Il suo attacco fu sventato, Pontiac si ritirò dopo un breve consiglio e, due giorni dopo, assediò la fortezza. Pontiac e i suoi alleati uccisero tutti i soldati e coloni britannici trovati all'esterno, compresi donne e bambini. Uno dei soldati fu sottoposto al cannibalismo rituale, come era tradizione tra i nativi dei Grandi Laghi. La violenza fu diretta contro tutti i britannici, mentre i coloni francesi furono risparmiati. Oltre 900 guerrieri provenienti da sei diverse tribù si unirono all'assedio. Nel frattempo, il 28 maggio, una colonna britannica di rifornimenti partita da Fort Niagara e guidata dal tenente Abraham Cuyler cadde in un'imboscata e fu sconfitta nei pressi di Point Pelee.

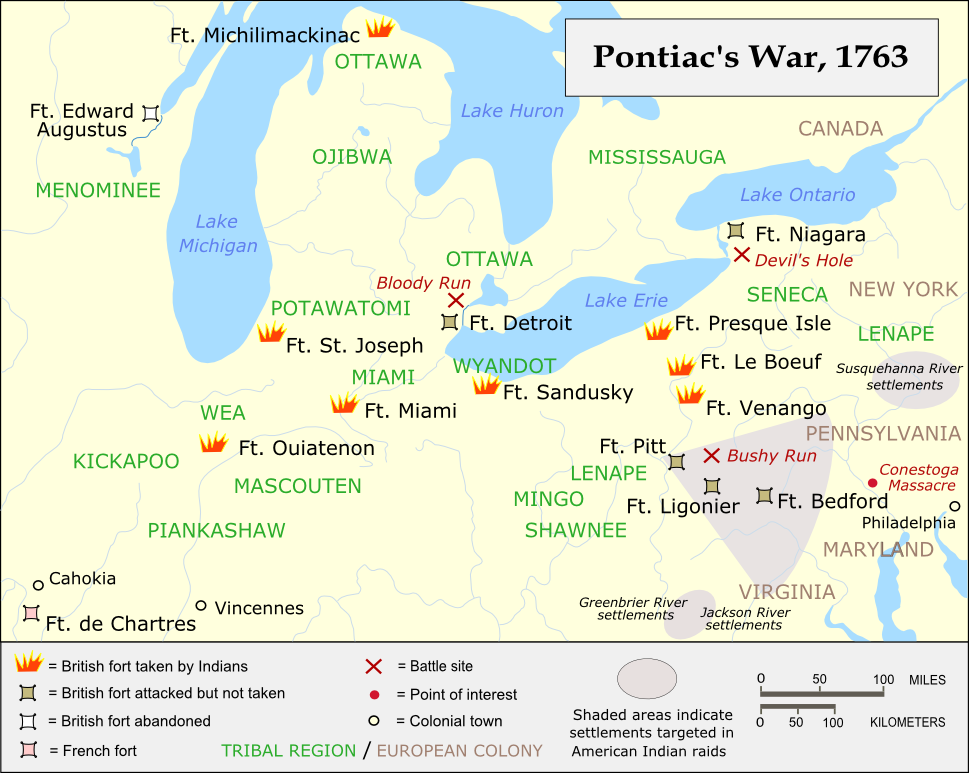
Fortezze e battaglie della guerra di Pontiac

Dopo aver ricevuto rinforzi, i britannici tentarono una sortita contro l'accampamento di Pontiac, il quale però era pronto e li sconfisse nella battaglia di Bloody Run del 31 luglio 1763. Nonostante questo la situazione di Fort Detroit rimase in stallo, e l'influenza di Pontiac sui suoi sostenitori cominciò a diminuire. Gruppi di nativi cominciarono ad abbandonare l'assedio, alcuni dei quali stringendo alleanze con i britannici prima di partire. Il 31 ottobre 1763, ormai convinto del fatto che i francesi dell'Illinois non sarebbero giunti in loro aiuto, Pontiac tolse l'assedio trasferendosi sul fiume Maumee, dove continuò a sostenere l'utilità di un'alleanza anti-britannica.

### Conquista di piccole fortezze
Prima che altri avamposti ebbero saputo dell'assedio di Pontiac a Detroit, i nativi avevano conquistato cinque piccole fortezze con una serie di attacchi portati tra il 16 maggio e il 2 giugno. La prima a cedere fu Fort Sandusky, piccolo fortino sulle rive del lago Erie. Era stato costruito nel 1761 per ordine del generale Amherst, nonostante le proteste dei locali Wyandot, che nel 1762 avevano avvisato il comandante del fatto che l'avrebbero presto messo a fuoco. Il 16 maggio 1763 un gruppo di Wyandot entrò chiedendo un incontro, lo stesso stratagemma che aveva fallito a Detroit nove giorni prima. Catturarono e uccisero 15 soldati e i commercianti britannici presenti nella fortezza. Furono tra i primi 100 commercianti uccisi nella fase iniziale della guerra. I morti, come da tradizione furono privati dello scalpo e la fortezza, come i Wyandot avevano minacciato l'anno prima, fu rasa al suolo da un incendio.
Fort St. Joseph (dove oggi si trova Niles (Michigan)) fu conquistata il 25 maggio 1763 con lo stesso metodo utilizzato a Sandusky. I Potawatomi catturarono il comandante e uccisero buona parte dei 15 soldati che formavano la guarnigione. Fort Miami (l'attuale Fort Wayne, Indiana) fu il terzo a cadere. Il 27 maggio 1763 il comandante fu attirato all'esterno dalla moglie nativa americana, e fu ucciso da un proiettile sparato dai nativi Miami. I nove soldati della guarnigione si arresero dopo che la fortezza fu circondata.
In Illinois, i Wea, i Kickapoo e i Mascouten presero Fort Ouiatenon (circa 7 km a sudovest dell'odierna Lafayette, Indiana) il 1º giugno 1763. Attirarono all'esterno la guarnigione per un incontro, e catturarono i 20 soldati senza spargimento di sangue. I nativi stanziati nei pressi di Fort Ouiatenon avevano buoni rapporti con gli inglesi, ma gli emissari di Pontiac di Detroit li avevano convinti ad attaccare. I guerrieri si scusarono col comandante per aver conquistato la fortezza, affermando che "furono obbligati a farlo da altre nazioni". A differenza di quanto successo nelle altre fortezze, i nativi non uccisero i prigionieri britannici di Ouiatenon.
La quinta fortezza conquistata, Fort Michilimackinac (attuale Mackinaw City, Michigan), fu la più grande presa di sorpresa. Il 2 giugno 1763 i locali Ojibway organizzarono una partita di baggataway (antenato del lacrosse) con i Sauk che erano giunti in visita. I soldati assistettero alla gara, come avevano già fatto in precedenti occasioni. La palla fu lanciata all'interno della porta d'ingresso alla fortezza, le squadre la rincorsero e furono loro consegnate le armi che le donne native avevano introdotto di nascosto. I guerrieri uccisero circa 15 dei 35 uomini che formavano la guarnigione, e in seguito ne uccisero altri cinque tramite la tortura rituale.
Altre tre fortezze dell'Ohio furono conquistate in una seconda ondata di attacchi a metà giugno. Gli Irochesi Seneca conquistarono Fort Venango (nei pressi dell'attuale Franklin, Pennsylvania) attorno al 16 giugno 1763. Uccisero l'intera guarnigione da 12 uomini, tenendo vivo il comandante in modo da poter firmare le scuse ai Seneca, dopodiché lo arsero con un rogo rituale. Furono forse gli stessi Seneca ad attaccare Fort Le Boeuf (attuale Waterford, Pennsylvania) il 18 giugno, ma molti dei 12 difendenti fuggirono a Fort Pitt.
Il 19 giugno 1763 circa 250 Odawa, Ojibway, Wyandot e Seneca circondarono Fort Presque Isle (attuale Erie, Pennsylvania), che fu l'ottavo e ultimo fortino a essere conquistato. Dopo un assedio di due giorni la guarnigione (tra i 30 e i 60 uomini) si arrese a condizione di poter tornare a Fort Pitt. I guerrieri uccisero molti dei soldati dopo l'uscita dalla fortezza.

### Assedio di Fort Pitt
I coloni della Pennsylvania occidentale si rifugiarono a Fort Pitt dopo lo scoppio della guerra. Circa 550 persone si schiacciarono al suo interno, compresi oltre 200 donne e bambini. Simeon Ecuyer, ufficiale svizzero naturalizzato britannico al comando della fortezza, scrisse che "siamo talmente stretti nella fortezza che temo epidemie…; il vaiolo è tra di noi". Fort Pitt fu attaccato il 22 giugno 1763, soprattutto dai Delaware. Troppo forte per poter essere conquistata con la forza, la fortezza fu presa d'assedio per tutto luglio. Nel frattempo gruppi di guerrieri Delaware e Shawnee razziarono la Pennsylvania, prendendo prigionieri e uccidendo un numero sconosciuto di coloni che abitavano le fattorie sparse. Anche due piccole fortezze collegate ad est di Fort Pitt, Fort Bedford e Fort Ligonier, subirono attacchi, ma non furono mai conquistate.
Prima della guerra, Amherst aveva rifiutato l'idea che i nativi potessero fornire una valida resistenza al governo britannico, ma quell'estate scoprì che la situazione era diventata pericolosa. Ordinò ai subordinati di "immediatamente... mettere a morte" i guerrieri nativi catturati. Al colonnello Henry Bouquet di Lancaster, Pennsylvania, che si stava preparando a guidare una spedizione per liberare Fort Pitt, Amherst scrisse il 29 giugno 1763: "Potrebbe non essere una brutta idea quella di far contrarre il vaiolo alle tribù native? Ora dobbiamo utilizzare ogni stratagemma per ridurne il numero".
Bouquet si dichiarò d'accordo, rispondendo ad Amherst il 13 luglio: "Cercherò di far ammalare i bastardi con qualche coperta che potrebbe cadere in mano loro, cercando di non ammalarmi io stesso". Amherst rispose il 16 luglio: "Devi farli ammalare tramite le coperte, o con qualsiasi altro metodo utile a estirpare questa esecrabile razza".
Gli ufficiale dell'assediata Fort Pitt avevano già tentato di fare quello di cui Amherst e Bouquet stavano discutendo, apparentemente per loro iniziativa. Nel corso di un incontro a Fort Pitt il 24 giugno 1763, Ecuyer diede ai rappresentanti Delaware due coperte e un fazzoletto esposti al vaiolo, nella speranza di provocare un'epidemia tra i nativi ponendo fine all'assedio. William Trent, comandante militare, lasciò degli scritti secondo i quali l'obiettivo del donare le coperte fu quello "di contagiare col vaiolo gli indiani".
Non si sa quanti nativi morirono di vaiolo, ma gli storici concordano sul fatto che fossero molti di più dei morti in combattimento su entrambi i fronti durante la ribellione di Pontiac. Lo storico Francis Jennings trae la conclusione che il tentativo "senza dubbi riscosse successo" tanto da arrecare così tanti danni ai nativi americani. Secondo il racconto di un testimone oculare, il vaiolo aveva colpito i nativi dell'Ohio già prima dell'utilizzo di quelle coperte. Dato che il vaiolo si trovava già nella regione, potrebbe aver colpito i villaggi nativi seguendo diversi percorsi. I testimoni dell'epoca dissero che i guerrieri nativi lo contrassero dopo l'assalto a villaggi infetti, e lo diffusero ritornando ai propri villaggi. Lo storico Michael McConnell sostiene che anche se l'evento di Fort Pitt ebbe successo, i nativi conoscevano già il vaiolo e isolavano le persone infette. Per questi motivi McConnell deduce che "gli sforzi britannici per utilizzare l'epidemia quale arma potrebbero non essere stati necessari o particolarmente efficaci".
Lo scrittore Mitch Crawford sostiene che i nativi americani non erano ancora abituati alle infezioni, quali il vaiolo, dato che costituivano una minaccia per la loro cultura. Crawford afferma che "dal momento che non c'erano cure per tali infezioni nel XVIII secolo e che il vaiolo si diffuse tra i nativi durante la guerra degli anni 1760, compresa quella provocate dai britannici, è probabile che i loro morti fossero più numerosi di quelli inglesi durante la guerra". Si stima che 400 000-500 000 (forse addirittura 1,5 milioni) di nativi americani morirono durante la guerra di Pontiac o negli anni subito successivi, la maggior parte dei quali d vaiolo.

### Bushy Run e Devil's Hole
Il 1º agosto 1763 molti dei nativi americani abbandonarono l'assedio di Fort Pitt per intercettare 500 soldati britannici in marcia verso il fortino al seguito del colonnello Bouquet. Il 5 agosto questi due eserciti si incontrarono combattendo la battaglia di Bushy Run. Nonostante le dure perdite subite, Bouquet resistette all'assalto e liberò Fort Pitt il 20 agosto ponendo fine all'assedio. La vittoria di Bushy Run fu celebrata dalle campane che suonarono per tutta la notte a Filadelfia, e lodata da re Giorgio.
Questa vittoria fu seguita poco dopo da una sanguinosa sconfitta. Fort Niagara, uno dei più importanti fortini occidentali, non fu assaltato, ma il 14 settembre 1763 almeno 300 Seneca, Odawa e Ojibway attaccarono un convoglio di rifornimenti che viaggiava lungo le cascate del Niagara. Due compagnie mandate da Fort Niagara per salvare i rifornimenti furono sconfitte. Oltre 70 soldati e carrettieri furono uccisi nello scontro, che gli anglo-americani chiamarono "massacro di Devil's Hole", lo scontro più sanguinoso per i britannici in tutta la guerra.

## Paxton Boys

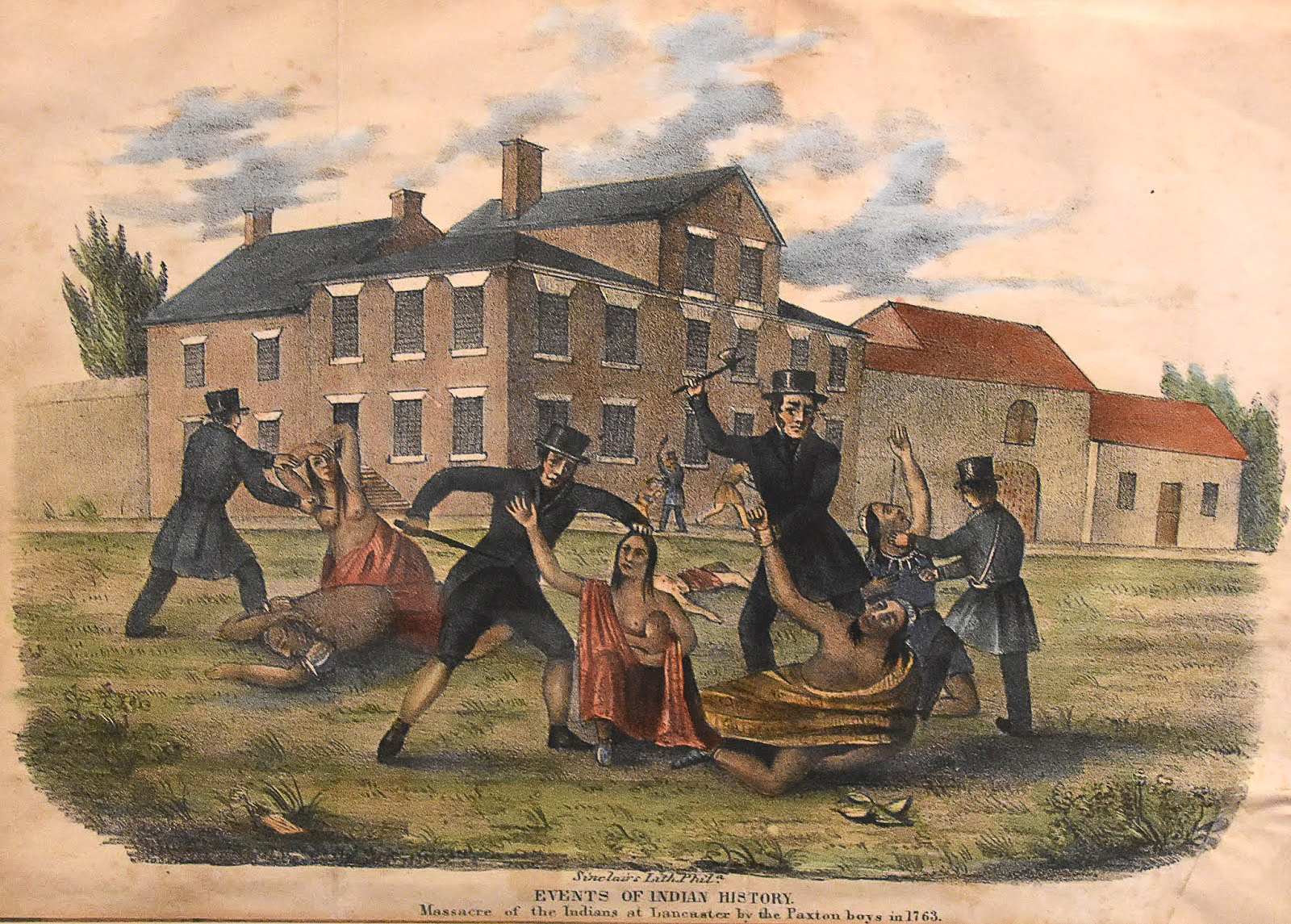
Massacro degli indiani a Lancaster da parte dei Paxton Boys nel 1763, litografia pubblicata in Events in Indian History (John Wimer, 1841)

La violenza e il terrore della guerra di Pontiac convinse molti abitanti della Pennsylvania occidentale che il loro governo non stava facendo abbastanza per proteggerli. Questo malcontento si manifestò in particolare durante una rivolta guidata da un gruppo di giustizieri diventati famosi con nome di Paxton Boys, che presero il nome dal fatto di provenire in buona parte dai dintorni di un villaggio della Pennsylvania chiamato Paxton (o Paxtang). I Paxtoniani se la presero con i nativi (molti dei quali cristiani) che abitavano pacificamente piccoli quartieri degli insediamenti coloniali della Pennsylvania. Spinti da voci che parlavano di un gruppo di guerrieri nativi nel villaggio di Conestoga, il 14 dicembre 1763, almeno 50 Paxton Boys marciarono sul villaggio uccidendo i sei Susquehannock che vi trovarono. Gli ufficiali della Pennsylvania misero in custodia preventiva i 16 sopravvissuti a Lancaster, ma il 27 dicembre i Paxton Boys irruppero nella prigione e ne massacrarono la maggior parte. Il governatore John Penn mise delle taglie per l'arresto dei responsabili, ma nessuno ne svelò l'identità.
I Paxton Boys si rivolsero quindi contro gli altri nativi che abitavano la Pennsylvania orientale, molti dei quali fuggirono a Filadelfia in cerca di protezione. Molte centinaia di Paxtoniani marciarono su Filadelfia nel gennaio 1764, dove la presenza di truppe britanniche e delle milizie di Filadelfia impedirono di perpetrare altre violenze. Benjamin Franklin, il quale aveva aiutato a organizzare la milizia locale, negoziò con i capi Paxtoniani ponendo fine alla crisi. Franklin pubblicò un feroce atto d'accusa contro i Paxton Boys. "Se un Indiano mi insultasse", chiese, "significherebbe che dovrei vendicare quell'offesa su tutti gli Indiani?". Uno dei capi dei Paxton Boys, Lazarus Stewart, fu ucciso durante il massacro del Wyoming del 1778.

## Risposta britannica, 1764–1766
Le razzie dei nativi contro gli insediamenti di confine aumentarono nella primavera e nell'estate del 1764. La colonia colpita più duramente fu quella della Virginia, dove oltre 100 coloni furono uccisi. Il 26 maggio in Maryland, 15 coloni che stavano lavorando un campo nei pressi di Fort Cumberland furono uccisi. Il 14 giugno toccò a 13 coloni nei pressi di Fort Loudoun in Pennsylvania, che si videro anche bruciare le case. La razzia più famosa occorse il 26 luglio quando quattro guerrieri Delaware uccisero e tolsero lo scalpo a un insegnante e a dieci bambini nell'odierna Contea di Franklin, in Pennsylvania. Tali incidenti convinsero l'Assemblea della Pennsylvania, con l'approvazione del governatore Penn, a reintrodurre le taglie per gli scalpi introdotte durante le guerre franco-indiane, le quali garantivano denaro per ogni nativo ucciso di oltre dieci anni di età, donne comprese.
Il generale Amherst, considerato responsabile della rivolta dal Board of Trade, fu richiamato a Londra nell'agosto del 1763 e sostituito dal maggior generale Thomas Gage. Nel 1764 Gage inviò due spedizioni a ovest per sedare la ribellione, liberare i prigionieri britannici e arrestare i nativi responsabili della guerra. Secondo lo storico Fred Anderson, la campagna di Gage, progettata da Amherst, prolungò la guerra di oltre un anno dato che si proponeva di punire i nativi piuttosto che di terminare gli scontri. Una delle modifiche apportate da Gage al piano di Amherst fu quella di permettere a William Johnson di firmare un trattato di pace a Niagara, concedendo ai nativi disposti a "seppellire l'ascia di guerra" la possibilità di farlo.

### Trattato di Fort Niagara
Tra luglio e agosto 1764 Johnson negoziò il trattato di Fort Niagara davanti a circa 2 000 nativi americani, soprattutto Irochesi. Nonostante molti Irochesi non avessero partecipato alla guerra, i Senecas della valle del fiume Genesee avevano combattuto i britannici, e Johnson cercò di riportarli nell'alleanza di Covenant Chain. I Seneca furono costretti a restituire ai britannici lo strategico punto di attraversamento delle cascate del Niagara. Johnson convinse anche gli Irochesi ad attaccare i nativi dell'Ohio. Questa spedizione irochese catturò numerosi Delawares e distrusse le città Delaware e Shawnee della valle del Susquehanna.

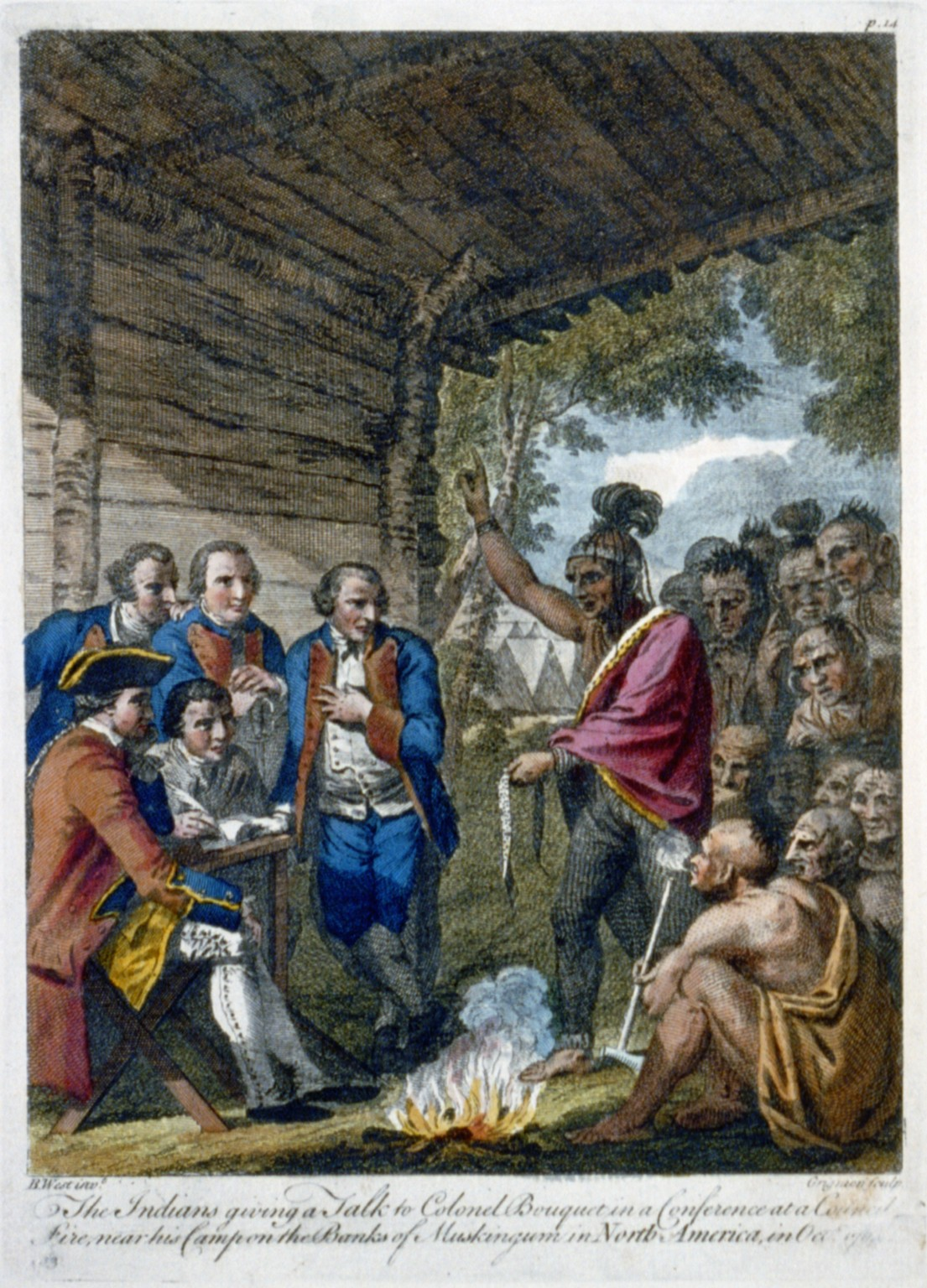
I negoziati di Bouquet raffigurati in questa incisione del 1765 si basano su un dipinto di Benjamin West. L'oratore nativo tiene in mano un wampum, necessario per la diplomazia delle Woodlands orientali

### Due spedizioni
Avendo messo al sicuro l'area di Fort Niagara, i britannici lanciarono due spedizioni militari a ovest. La prima, guidata dal colonnello John Bradstreet, avrebbe viaggiato in nave il lago Erie rinforzando Detroit. Bradstreet avrebbe dovuto sottomettere i nativi della regione di Detroit prima di marciare verso sud entrando in Ohio. La seconda spedizione, comandata dal colonnello Bouquet, si sarebbe diretta a ovest da Fort Pitt verso l'Ohio.
Bradstreet partì da Fort Schlosser all'inizio di agosto 1764 con circa 1 200 soldati e numerosi nativi alleati arruolati da William Johnson. Bradstreet pensava di non avere abbastanza uomini per sottomettere i nativi con la forza e quindi, quando i forti venti gli impedirono di fermarsi a Presque Isle il 12 agosto, decise di negoziare un trattato con una delegazione di nativi dell'Ohio guidati da Guyasuta. Bradstreet si prese più responsabilità di quante gliene erano state concesse stipulando un trattato di pace invece di una semplice tregua, e accettando di bloccare la spedizione di Bouquet che ancora non era partita da Fort Pitt. Gage, Johnson e Bouquet furono contrariati quando seppero quel che Bradstreet aveva fatto. Gage respinse il trattato, credendo che Bradstreet fosse stato costretto ad abbandonare l'attacco all'Ohio. Gage potrebbe aver avuto ragione: i nativi dell'Ohio non restituirono i prigionieri come promesso in un secondo incontro con Bradstreet a settembre, e alcuni Shawnee cercarono il sostegno francese per poter proseguire la guerra.
Bradstreet proseguì verso ovest, ancora all'oscuro del fatto che la sua diplomazia non autorizzata aveva fatto infuriare i superiori. Giunse a Fort Detroit il 26 agosto, e negoziò un nuovo trattato. Nel tentativo di screditare Pontiac, il quale non era presente, Bradstreet tagliò una cintura di pace che il capo Odawa aveva inviato all'incontro. Secondo lo storico Richard White, "tale atto, equivalente all'atto di un ambasciatore europeo che urini su un trattato proposto, scioccò e offese gli indiani presenti". Bradstreet disse anche che i nativi avevano accettato la sovranità britannica al termine delle negoziazioni, ma Johnson credette che la cosa non fu ben spiegata agli indiani, per cui in seguito furono necessari altri incontri. Nonostante Bradstreet abbia rinforzato e rioccupato le fortezze britanniche della regione, la sua diplomazia si dimostrò controversa e inconcludente.

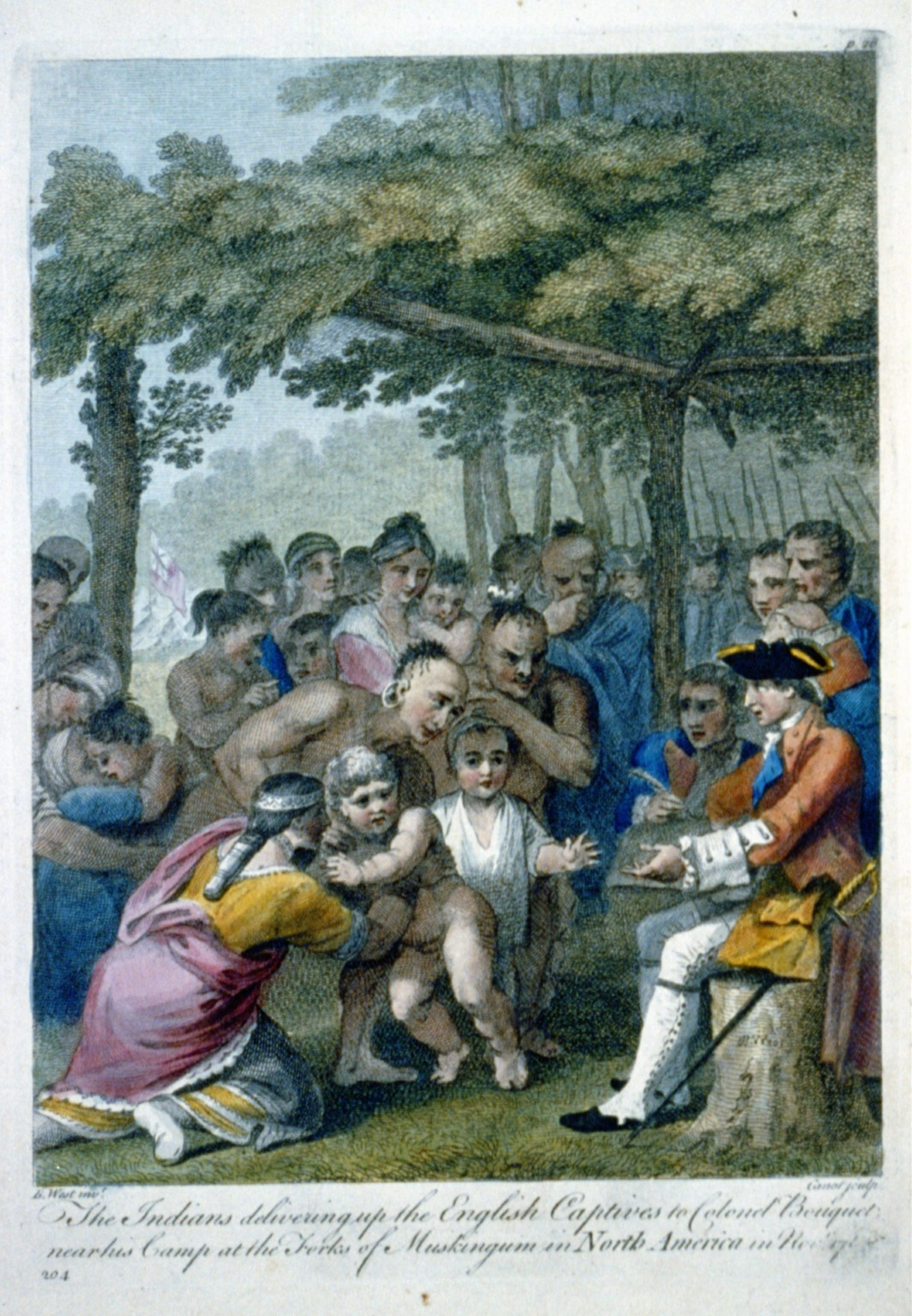
Dato che molti bambini catturati come prigionieri erano stati adottati da famiglie di nativi, il loro ritorno forzato portò spesso a scene emotive, come raffigurato in questa incisione basata su un dipinto di Benjamin West

Il colonnello Bouquet, bloccato in Pennsylvania mentre raggruppava la milizia, partì infine da Fort Pitt il 3 ottobre 1764 con 1 150 uomini. Marciò verso il fiume Muskingum in Ohio a brevissima distanza dai villaggi dei nativi. Ora che erano stati negoziati trattati a Fort Niagara e Fort Detroit, i nativi dell'Ohio erano isolati e, con qualche eccezione, pronti a stipulare la pace. In un consiglio del 17 ottobre Bouquet chiese ai nativi dell'Ohio di restituire tutti i prigionieri catturati, compresi quelli non restituiti risalenti alla guerra franco-indiana. Guyasuta e altri capi erano riluttanti a consegnare i 200 prigionieri, molti dei quali adottati da famiglie indiane. Dato che non tutti i prigionieri erano presenti, i nativi furono obbligati a fornire ostaggi come garanzia del fatto che gli altri sarebbero stati liberati. I nativi dell'Ohio accettarono di formare una pace con William Johnson, e la conclusione delle trattative giunse nel luglio del 1765.

### Trattato con Pontiac
Nonostante il conflitto militare si sia essenzialmente concluso con le spedizioni del 1764, i nativi opponevano ancora resistenza in Illinois, mentre le truppe britanniche dovevano ancora prendere possesso dai francesi di Fort de Chartres. Un capo Shawnee di nome Charlot Kaské divenne il più agguerrito anti-britannico della regione, superando anche Pontiac come importanza. Kaské si trasferì a sud fino a New Orleans nel tentativo di ottenere l'aiuto francese contro i britannici.
Nel 1765 i britannici decisero che l'occupazione dell'Illinois poteva essere ottenuta solo tramite la diplomazia. Gli ufficiali britannici si focalizzarono su Pontiac, diventato meno guerrafondaio dopo aver saputo della tregua decisa da Bouquet e dai nativi dell'Ohio. Un emissario di Johnson, George Croghan, andò in Illinois nell'estate del 1765 e, nonostante si fosse ferito durante il viaggio a causa di un attacco di Kickapoo e Mascouten, riuscì a raggiungere Pontiac e a negoziare con lui. Mentre Charlot Kaské aveva intenzione di mettere Croghan sul rogo, Pontiac chiedeva moderazione e accettò di trasferirsi a New York, dove firmò un accordo con William Johnson presso Fort Ontario il 25 luglio 1766. Non era certo una resa: nessuna terra fu ceduta, nessun prigioniero restituito e nessun ostaggio preso. Piuttosto che accettare la sovranità britannica, Kaské lasciò il territorio inglese attraversando il fiume Mississippi con altri rifugiati francesi e nativi.

## Risultato
Non si conosce il totale di vite perse a causa della guerra di Pontiac. Circa 400 soldati britannici furono uccisi in azione, e forse 50 furono catturati e torturati a morte. George Croghan stima che 2 000 coloni siano stati uccisi o catturati, cifra a volte ripetuta come 2 000 coloni uccisi. La violenza obbligò circa 4 000 coloni di Pennsylvania e Virginia a fuggire dalle loro case. Le perdite dei nativi non furono mai registrate, ma si stima che siano state di oltre 400 000-500 000 morti, più a causa delle epidemie scatenate dai britannici a Fort Pitt che in combattimento.
La guerra di Pontiac viene tradizionalmente descritta come una sconfitta per i nativi americani, ma gli studiosi la considerano più spesso un pareggio militare: mentre i nativi non riuscirono a cacciare gli inglesi, costoro non conquistarono gli indiani. Furono negoziati e accordi, piuttosto che successi sul campo di battaglia, a porre fine alla guerra. I nativi erano riusciti a convincere gli inglesi ad abbandonare le politiche di Amherst, dando vita a una relazione modellata sullo stile di quella francese.
Le relazioni tra britannici e nativi, tese nel corso della guerra franco-indiana, avevano raggiunto il minimo durante la guerra di Pontiac. Secondo lo storico David Dixon, "la guerra di Pontiac fu senza precedenti per la terribile violenza, dato che entrambe le fazioni erano spinte da fanatismo genocida". Lo storico Daniel Richter definisce il tentativo dei nativi di cacciare gli inglesi, e lo sforzo dei Paxton Boys di eliminare i nativi dai loro insediamenti, come esempi di pulizia etnica. Le persone su entrambi i lati del conflitto erano giunti alla conclusione che coloni e nativi erano diversi, e non potevano vivere insieme. Secondo Richter la guerra vide la nascita dell'"idea romanzesca che tutti i nativi americani fossero 'Indiani', che tutti gli euro-americani fossero 'Bianchi', e che tutti quelli di uno schieramento dovessero unirsi per distruggere gli altri".
Anche il governo britannico giunse alla conclusione che coloni e nativi americani dovessero essere tenuti divisi. Il 7 ottobre 1763 la corona emanò il proclama reale del 1763, un tentativo di riorganizzare il Nord America Britannico dopo il trattato di Parigi. Il proclama, già in discussione quando scoppiò la guerra di Pontiac, fu emanato di fretta dopo che la notizia della rivolta giunse a Londra. Gli ufficiali tracciarono un confine tra le colonie britanniche lungo la costa e gli insediamenti nativi a ovest dei monti Allegani (la cosiddetta Eastern Divide), creando un'ampia 'Riserva Indiana' che andava dagli Allegani al Mississippi, e dalla Florida al Québec. Fu confermato il confine che prima della guerra era stato tracciato dal trattato di Easton del 1758. Vietando ai coloni di oltrepassare il confine con i nativi, il governo britannico sperava di evitare altri conflitti come la ribellione di Pontiac. "Il proclama reale", scrive lo storico Colin Calloway, "riflette l'idea che la segregazione e non l'interazione avrebbero dovuto caratterizzare le relazioni tra indiani e bianchi".
Gli effetti della guerra di Pontiac furono duraturi. Dato che il proclama riconosceva ufficialmente il fatto che i nativi avevano alcuni diritti sulla terra che occupavano, fu definito "Carta dei Diritti" dei nativi, e definisce tuttora le relazioni tra governo canadese e Prime nazioni. Per i coloni britannici e gli speculatori terrieri, però, il proclama sembrava negare i diritti conquistati tramite la guerra con la Francia. Il risentimento creatosi tra colonie e impero contribuì allo scoppio della guerra d'indipendenza americana. Secondo Colin Calloway, "la rivolta di Pontiac non fu l'ultima guerra americana per l'indipendenza. I coloni americani lanciarono un nuovo attacco una dozzina di anni dopo, in parte dovuto alle misure prese dal governo per evitare un'altra guerra come quella di Pontiac".
Ai nativi americani la guerra di Pontiac dimostrò le possibilità della cooperazione tra tribù per combattere l'espansionismo coloniale anglo-americano. Nonostante il conflitto abbia diviso tribù e villaggi, la guerra mise in atto la prima grande resistenza multi-tribale alla colonizzazione europea del Nord America, e fu la prima guerra combattuta tra europei e nativi che non terminò con una completa sconfitta dei nativi. Il proclama del 1763 non impedì a coloni e speculatori di espandersi verso ovest, per cui i nativi trovarono necessario creare altri movimenti di resistenza. A partire dalle conferenze tenute dagli Shawnee nel 1767, nei decenni successivi capi come Joseph Brant, Alexander McGillivray, Blue Jacket e Tecumseh cercarono di creare confederazioni che rimettessero in piedi la resistenza mostrata nella guerra di Pontiac.